# Monnàber
Monnàber este o arie protejată (arie specială de conservare — SAC, sit de importanță comunitară — SCI) din Spania întinsă pe o suprafață de 10,35 ha, integral pe uscat.

## Localizare
Centrul sitului Monnàber este situat la coordonatele 39°47′56″N 2°46′02″E / 39.799°N 2.7671°E.

## Înființare
Situl Monnàber a fost declarat sit de importanță comunitară în aprilie 2004 pentru a proteja 1 specie de plante și 13 specii de animale. Situl a fost protejat și ca arie specială de conservare în mai 2015.

## Biodiversitate
Situată în ecoregiunea mediteraneană, aria protejată conține 2 habitate naturale: Păduri de Olea și Ceratonia, Păduri de Quercus ilex și Quercus rotundifolia.
La baza desemnării sitului se află mai multe specii protejate:
- plante (1): Paeonia cambessedesii
- păsări (12): vulturul negru (Aegypius monachus), pasărea ogorului (Burhinus oedicnemus), caprimulg (Caprimulgus europaeus), erete de stuf (Circus aeruginosus), Falco eleonorae, șoim călător (Falco peregrinus), Galerida theklae, acvilă pitică (Hieraaetus pennatus), gaia neagră (Milvus migrans), gaia roșie (Milvus milvus), viespar (Pernis apivorus), Sylvia sarda
- nevertebrate (1): croitorul mare al stejarului (Cerambyx cerdo)

Pe lângă speciile protejate, pe teritoriul sitului au mai fost identificate 21 de specii de plante.